# Silvan Dillier
Silvan Dillier (Baden, 3 augustus 1990) is een Zwitsers baan- en wegwielrenner.

## Biografie

### Jeugd
In 2006 boekte Dillier zijn eerst grote overwinning. Op het nationaal kampioenschap tijdrijden voor nieuwelingen pakte hij de zege met 21 seconden voorsprong op de eerste achtervolger. In 2007 ontwikkelde hij zich verder. Dit resulteerde in een aantal mooie overwinningen zoals een ritoverwinning in de Kroz Istru, een Kroatische wedstrijd waar onder meer Peter Sagan op de erelijst staat. Vanaf 2008 begon hij ook op de piste te rijden. Zo wist hij nationaal kampioen te worden in het omnium, en samen met Claudio Imhof werd hij derde op het WK ploegkoers na Van Hoecke/Van der Sande en Davison/Palmer. Met diezelfde Imhof zou hij later ook nog derde worden op de nationale kampioenschappen ploegkoers bij de elites, en de UIV Cup van Zürich winnen.
In 2009 maakte Dillier de overstap naar de beloften. Hij wist dat jaar voor het eerst ook de nationale titel in de wegrit te winnen. In 2010 won Dillier de nationale titel in het tijdrijden bij de beloften, deze titel zou hij ook de volgende twee seizoenen met succes verdedigen. In 2011 werd hij samen met Cyrille Thièry Europees kampioen ploegkoers bij de beloften, en pakte hij bij de elites de tweede plaats in de puntenkoers achter de Pool Rafal Ratajczyk. In 2012 reed hij als 22-jarige al grotendeels bij de profs, en met succes, want hij slaagde er al in wedstrijden als de Ronde van Bern en een etappe in de Ronde van de Toekomst te winnen. Op de piste won hij twee Europese titels, zowel in de ploegkoers als de achtervolging was hij de beste.

### BMC Racing Team
Vanaf 2013 kwam hij uit voor BMC Development Team, het pas opgerichte opleidingsteam van BMC Racing Team. Bij het BMC-team maakte hij indruk. Hij won onder andere het eindklassement van de Ronde van Normandië en een etappe in de Triptyque Ardennaise. Door deze goede resultaten werd hij vanaf 1 augustus door het WorldTour-team gecontracteerd als stagiair samen met Jakub Novák. Hij debuteerde in de Arctic Race of Norway, en reed vervolgens GP des Marbriers, waarin hij tweede werd, en de Ronde van Alberta. In de tweede rit van deze ronde ontsnapte hij vroeg in de wedstrijd samen met Serghei Țvetcov. De twee bleven voorop en in de spurt won Dillier zonder al te veel moeite. Mede door deze overwinning kreeg hij voor 2014 een profcontract bij BMC Racing Team.
In 2015 werd Dillier, voor het eerst als prof, Zwitsers kampioen tijdrijden. In 2017 reed hij voor het derde jaar op rij de Ronde van Italië en won daarin de zesde etappe.

### AG2R La Mondiale
Hij maakte in 2018 de overstapt naar het Franse AG2R La Mondiale In zijn eerste seizoen zette Dillier de belangrijkste prestatie uit zijn carrière tot nu toe neer. In de eendaagse klassieker Parijs-Roubaix behaalde hij, na een ijzersterke koers, tot ieders verrassing de tweede plaats. Pas in de eindsprint op de wielerbaan van Roubaix werd hij geklopt door de toenmalige wereldkampioen en topfavoriet Peter Sagan.

## Palmares

### Baanwielrennen
| Jaar        | ZK                                | EK                                                                 | WK                                         | Overig                                     |
| Als belofte | Als belofte                       | Als belofte                                                        | Als belofte                                | Als belofte                                |
| ----------- | --------------------------------- | ------------------------------------------------------------------ | ------------------------------------------ | ------------------------------------------ |
| 2011        |                                   | Ploegkoers · Ploegenachtervolging · 4e Puntenkoers                 |                                            |                                            |
| 2012        |                                   | Achtervolging · Ploegkoers · Ploegenachtervolging · 6e Puntenkoers |                                            |                                            |
| Als elite   |                                   |                                                                    |                                            |                                            |
| 2008        | Ploegkoers                        |                                                                    |                                            | UIV CUP Zurich                             |
| 2009        | 1km · Ploegkoers                  |                                                                    |                                            | 6daagse Nouméa                             |
| 2010        | Puntenkoers · 4e 1km · 8e Scratch |                                                                    | 15e Ploegenachtervolging 26e Achtervolging |                                            |
| 2011        | Omnium · Ploegkoers               | Puntenkoers · 9e Ploegkoers                                        | 8e Puntenkoers 13e Ploegenachtervolging    | 3daagse Aigle                              |
| 2012        | Ploegkoers · Achtervolging        | 4e Ploegkoers                                                      | 9e Puntenkoers 11e Ploegenachtervolging    |                                            |
| 2013        |                                   |                                                                    | 7e Ploegkoers 8e Ploegenachtervolging      | Grenchen: · Puntenkoers · 6daagse Zürich   |
| 2014        |                                   |                                                                    |                                            |                                            |
| 2015        | Ploegkoers                        | Ploegenachtervolging · 7e Achtervolging                            |                                            |                                            |
| 2016        |                                   |                                                                    | 9e Ploegenachtervolging 12e Achtervolging  | Olympische Spelen: 7e Ploegenachtervolging |

### Wegwielrennen
2012
Ronde van Bern
1e etappe Ronde van de Toekomst
2013
Eind - en jongerenklassement Ronde van Normandië
3e etappe Triptyque Ardennaise
Flèche Ardennaise
2e etappe Ronde van Alberta
2014
Jongerenklassement Ronde van Wallonië
 UCI Ploegentijdrit
2015
 Zwitsers kampioen tijdrijden, Elite
4e etappe Arctic Race of Norway
Jongerenklassement Arctic Race of Norway
 UCI Ploegentijdrit
2017
6e etappe Ronde van Italië
Eind-, punten- en bergklassement Route du Sud
 Zwitsers kampioen op de weg, Elite
2018
Route Adélie de Vitré
Bergklassement Ronde van Guangxi
2021
 Zwitsers kampioen op de weg, Elite

#### Resultaten in voornaamste wedstrijden
| Jaar | Ronde van Italië | Ronde van Frankrijk | Ronde van Spanje |
| ---- | ---------------- | ------------------- | ---------------- |
| 2014 |                  |                     |                  |
| 2015 | 52e              |                     |                  |
| 2016 | opgave           |                     | 79e              |
| 2017 | 67e (1)          |                     |                  |
| 2018 |                  | 83e                 |                  |
| 2019 |                  |                     | 72e              |
| 2020 |                  |                     |                  |
| 2021 |                  | 59e                 |                  |
| 2022 |                  | 60e                 |                  |
| 2023 |                  | 129e                |                  |
| 2024 |                  | 126e                |                  |
| 2025 |                  | 131e                |                  |

| Jaar | Milaan-San Remo | Gent-Wevelgem | Ronde van Vlaanderen | Parijs-Roubaix | Amstel Gold Race | Luik-Bast.‑Luik | Parijs-Tours | E3 Harelbeke |  | WK op de weg |  | Wereldranglijsten |
| ---- | --------------- | ------------- | -------------------- | -------------- | ---------------- | --------------- | ------------ | ------------ |  | ------------ |  | ----------------- |
| 2014 |                 | 58e           | 46e                  | opgave         |                  |                 |              | 77e          |  |              |  | 154e (UWT)        |
| 2015 | 38e             | opgave        | 61e                  |                | 78e              |                 | 81e          | 72e          |  | 28e          |  |                   |
| 2016 |                 |               |                      |                | 86e              | 123e            | 81e          |              |  | opgave       |  | 216e (UWT)        |
| 2017 | 125e            | 42e           | 49e                  |                | 88e              |                 | 16e          | 55e          |  | 50e          |  | 127e (UWT)        |
| 2018 |                 |               |                      | ↑              | 54e              |                 | 19e          |              |  |              |  | 81e (UWT)         |
| 2019 |                 | 59e           | 54e                  | 57e            |                  |                 | opgave       | 38e          |  | opgave       |  | 956e (UWR)        |
| 2020 |                 | 22e           | opgave               |                |                  |                 |              |              |  | opgave       |  |                   |
| 2021 |                 | 75e           | opgave               | 49e            |                  |                 | 35e          |              |  | 45e          |  |                   |
| 2022 | 102e            | 57e           | 98e                  | 63e            |                  |                 |              | 50e          |  | 38e          |  |                   |
| 2023 | 100e            | 90e           | 80e                  | 42e            |                  |                 | 119e         | 69e          |  | 43e          |  |                   |
| 2024 | 163e            | opgave        | opgave               | 85e            |                  |                 | 68e          |              |  | opgave       |  |                   |
| 2025 | opgave          | opgave        | opgave               | opgave         |                  |                 |              | opgave       |  |              |  |                   |

#### Resultaten in kleinere rondes
| Jaar | Tour Down Under | UAE Tour | Parijs-Nice | Tirreno-Adriatico | Ronde van het Baskenland | Ronde van Romandië | Ronde van Californië | Ronde van Zwitserland | Ronde van Polen | Benelux Tour | Ronde van Guangxi |
| ---- | --------------- | -------- | ----------- | ----------------- | ------------------------ | ------------------ | -------------------- | --------------------- | --------------- | ------------ | ----------------- |
| 2014 |                 |          |             |                   |                          | 47e                |                      | 44e                   |                 | 35e          |                   |
| 2015 | 87e             |          | 48e         |                   |                          |                    |                      | 45e                   | 49e             |              |                   |
| 2016 |                 | 4e       |             |                   | opgave                   |                    |                      | opgave                |                 |              |                   |
| 2017 |                 | 22e      |             |                   |                          |                    |                      |                       |                 |              | 8e                |
| 2018 |                 |          |             |                   |                          | 75e                | 54e                  | 48e                   | 23e             |              | 43e               |
| 2019 |                 |          |             | 85e               |                          | 85e                |                      |                       | opgave          |              |                   |
| 2020 |                 |          |             | 66e               |                          |                    |                      |                       |                 | 26e          |                   |
| 2021 |                 |          |             |                   |                          |                    |                      | 34e                   | 30e             |              |                   |
| 2022 |                 |          | 33e         |                   |                          |                    |                      | opgave                |                 |              |                   |
| 2023 |                 |          |             |                   |                          |                    |                      | 80e                   |                 | opgave       |                   |
| 2024 |                 | 50e      | opgave      |                   |                          |                    |                      | 53e                   | 51e             | 67e          |                   |
| 2025 |                 | 80e      |             |                   |                          | 92e                |                      | 111e                  |                 |              |                   |

## Ploegen
- 2011 –  Team Vorarlberg
- 2013 –  BMC Racing Team (stagiair vanaf 1 augustus)
- 2014 –  BMC Racing Team
- 2015 –  BMC Racing Team
- 2016 –  BMC Racing Team
- 2017 –  BMC Racing Team
- 2018 –  AG2R La Mondiale
- 2019 –  AG2R La Mondiale
- 2020 –  AG2R La Mondiale
- 2021 –  Alpecin-Fenix
- 2022 –  Alpecin-Fenix
- 2023 –  Alpecin-Deceuninck
- 2024 –  Alpecin-Deceuninck
- 2025 –  Alpecin-Deceuninck

Ballan · 
Blythe · 
Bookwalter · 
Burghardt · 
Cummings · 
Eijssen · 
Evans · 
Frank · 
Gilbert  · 
Hushovd · 
Kohler · 
Lander · 
Lodewyck · 
Moinard · 
Morabito · 
Nerz · 
Oss · 
Phinney · 
Pinotti · 
Quinziato · 
Santaromita · 
Schär · 
Van Avermaet · 
Van Garderen · 
Warbasse · 
Wyss · 
Dillier (stagiair) · 
Novák (stagiair) · 
Taramarcaz (stagiair) 
Atapuma · Bookwalter · Burghardt · Cummings · Dennis · Dillier · Eijssen · Evans · Gilbert · Hermans · Hushovd · Kohler · Lander · Lodewyck · Moinard · Morabito · Nerz · Oss · Phinney · Quinziato · Sánchez · Schär · Stetina · Van Avermaet · Van Garderen · Velits · Warbasse · Wyss · Zabel · Davison (stagiair) · Teuns (stagiair) · Vliegen (stagiair) 
Atapuma · Bookwalter · Burghardt · Caruso · De Marchi · Dennis · Dillier · Drucker · Evans · Flakemore · Gilbert · Hermans · Küng · Lodewyck · Moinard · Oss · Phinney · Quinziato · Rosskopf · Sánchez · Schär · Senni · Stetina · Teuns · Van Avermaet · Van Garderen · Velits · Vliegen · Wyss · Zabel · Bohli (stagiair) · Frankiny (stagiair) · Gerts (stagiair)
Atapuma · Bohli · Bookwalter · Burghardt · Caruso · De Marchi · Dennis · Dillier · Drucker · Gerts · Gilbert · Hermans · Küng · Moinard · Oss · Phinney · Porte · Quinziato · Rosskopf · Sánchez · Schär · Senni · Teuns · Van Avermaet  · Van Garderen · Velits · Vliegen · Wyss · Zabel · Eisenhart (stagiair) · Lienhard (stagiair)
Bohli · Bookwalter · Caruso · De Marchi · Dennis · Dillier · Drucker · Elmiger · Frankiny · Gerts · Hermans · Küng · Moinard · Oss · Porte · Quinziato · Roche · Rosskopf · Sánchez · Schär · Scotson · Senni · Teuns · Van Avermaet  · van Garderen · Van Hooydonck · Ventoso · Vliegen · Wyss · Müller (stagiair) · Welten (stagiair)
Bagdonas · Bakelants · Barbier · Bardet · Bidard · Cherel · Chevrier · Cosnefroy · Denz · Dillier · Domont · Dumoulin · Dupont · Duval · Frank · Gallopin · Gastauer · Gautier · Geniez · Gougeard · Jauregui · Latour · Montaguti · Naesen · Peters · Vandenbergh · Venturini · Vuillermoz
Bagdonas · Bardet · Bidard · Bouchard · Cherel · Chevrier · Cosnefroy · Denz · Dillier · Domont · Dumoulin · Dupont · Duval · Frank · Gallopin · Gastauer · Geniez · Godon · Gougeard · Hänninen · Jauregui · Latour · Naesen · Paret-Peintre · Peters · Vandenbergh · Venturini · Vuillermoz · Warbasse · Champoussin (stagiair) · Hänninen (stagiair) · Jorgenson (stagiair) · Jullien (stagiair)
Bardet · Bidard · Bouchard · Champoussin (vanaf 1 april) · Cherel · Chevrier · Cosnefroy · Dillier · Domont · Duval · Frank · Gallopin · Gastauer · Geniez · Godon · Gougeard · Hänninen · Jauregui · Latour · L. Naesen · O. Naesen · Paret-Peintre · Peters · Tanfield · Vandenbergh · Vendrame · Venturini · Vuillermoz · Warbasse · Jullien (stagiair) · Reugel (stagiair) · Verger (stagiair)
Anderson · Bayer · De Bondt · del Carmen Alvarado · De Tier · De Vreese · Dillier · Eibl · Jans · Janssens · Krieger · Leysen · Meisen · Merlier · Meurisse · Modolo · Philipsen · Pieterse · Planckaert · Richardson · Rickaert · Riesebeek · Sbaragli · Sweeck · Taminiaux · Thwaites · Tulett · Vakoč · D. van der Poel · M. van der Poel · Vergaerde · Vermeersch · Vervaeke · Vine · Walsleben
Anderson · Ballerstedt · Bax · Bayer · De Bondt · De Tier · Dillier · Gaze · Gogl · Janssens · Krieger · Leysen · Mareczko · Merlier · Meurisse · Oldani · Philipsen · Planckaert · Rickaert · Riesebeek · Sbaragli · Stannard · Taminiaux · Thwaites · Van Den Bossche · D. van der Poel · M. van der Poel · Van Keirsbulck · Vermeersch · Vermote · Vine
Ballerstedt · Bayer · Conci · De Bondt · Dillier · Gaze · Ghys · Gogl · Groves · Hermans · Janssens · Kragh Andersen · Krieger · Leysen · Mareczko · Meurisse · Oldani · Osborne · Philipsen · Planckaert · Plowright · Rickaert · Riesebeek · Sbaragli · Sinkeldam · Stannard · Taminiaux · Van Den Bossche · van der Poel  · Vermeersch
Ballerstedt · Bayer · Boven · Conci · Dillier · Gaze · Ghys · Gogl · Groves · Hermans · Hollmann · Janssens · Kielich · Kragh Andersen · Laurance · Leysen · Meurisse · Osborne · Philipsen · Planckaert · Plowright · Rickaert · Riesebeek · Sinkeldam · Uhlig · Van Den Bossche · van der Poel  · Van Tricht · Vergallito · Vermeersch
Bayer · Boven · Debruyne · Dehairs · Del Grosso · Dillier · Gaze · Ghys · Glivar · Gogl · Groves · Hermans · Hollmann · Janssens · Kielich · Meurisse · Philipsen · Planckaert · Plowright · Price-Pejtersen · Rickaert · Riesebeek · Uhlig · Van Den Bossche · van der Poel · Van Tricht · Vergallito · Vermeersch